# Wyspa Nelsona (Szetlandy Południowe)
Wyspa Nelsona (hiszp. Isla Nelson) – wyspa o rozmiarach 19 na 11 km, leżąca na płd.-zach. od Wyspy Króla Jerzego w archipelagu Szetlandów Południowych. Nazwę Nelson Island datuje się od 1821 roku. Na wyspie znajduje się czeska stacja polarna Eco-Nelson.